# Røsvik

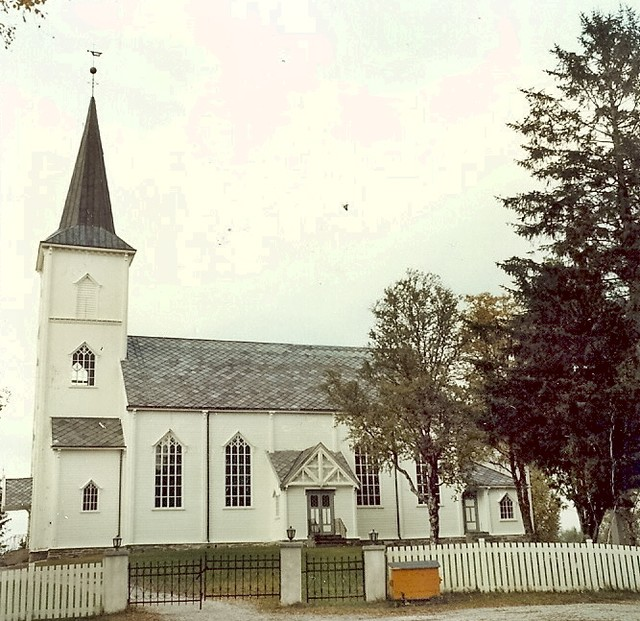
Røsvik kirke (Kirkenorge.no)

Røsvik ist ein alter Handelsort und ehemaliger Fährhafen in der Gemeinde Sørfold in Nordland in Norwegen.
Der Ort liegt auf der Westseite des Fjords Sørfolda, ca. 28 km nördlich von Fauske. Røsvik hatte 2007 noch 209 Einwohner, aber die Einwohnerzahl ist seitdem unter 200 gefallen.

## Geschichte
Die Handelsstätte wurde 1760 gegründet und 1942 geschützt. Der Händler aus dem Ort, Arnt Abelsen Mørch, bekam 1772 eine Bewirtungsbewilligung. Die Kirche von Røsvik (norwegisch Røsvik kirke oder Røsvik kyrkje) ist eine Holzkirche von 1883 mit 600 Plätzen.
Heute befindet sich im Ort unter anderem ein Psychiatriezentrum und ein Wohn- und Behandlungszentrum (norwegisch bo- og behandlingssenter).

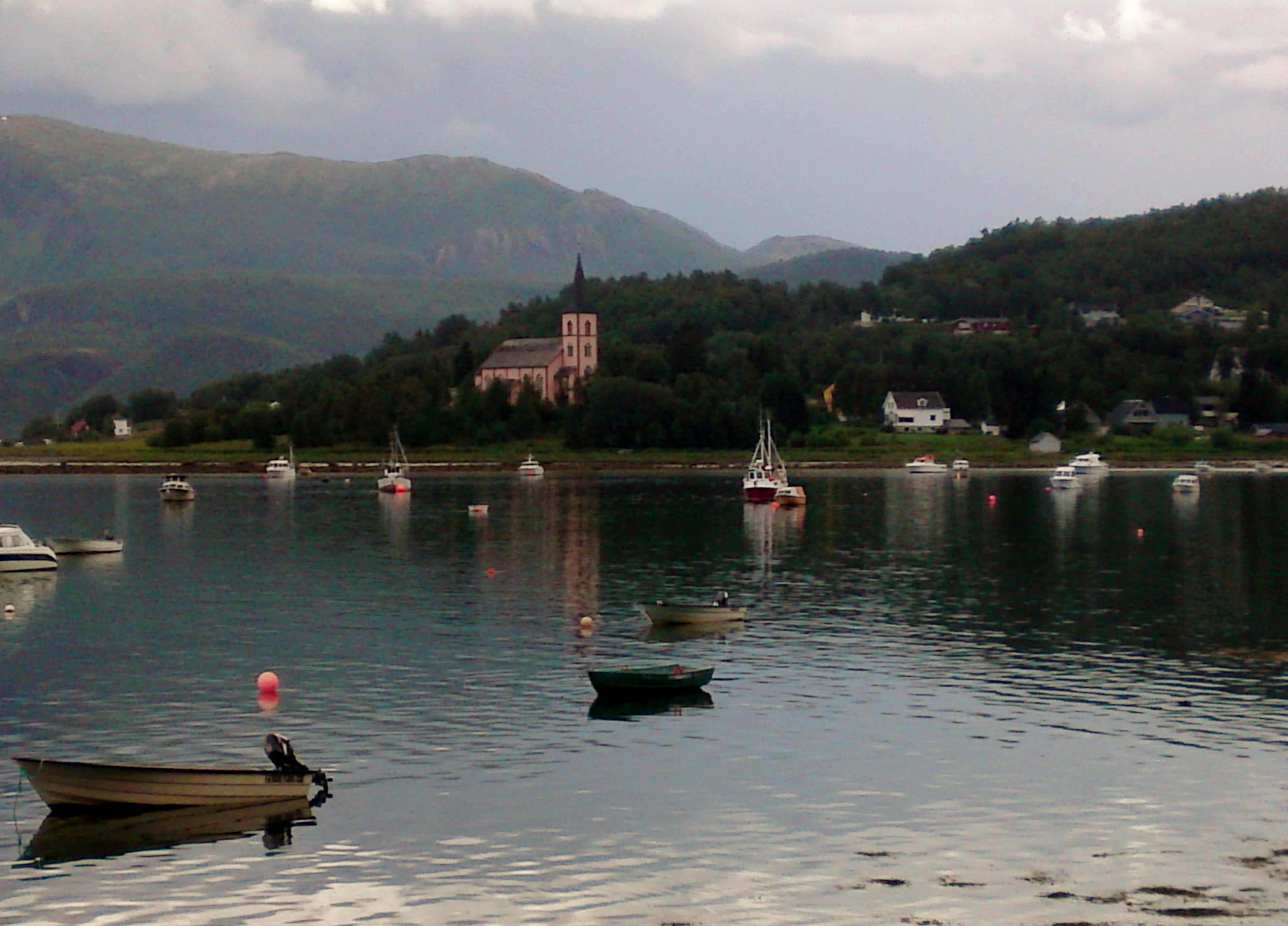
Røsvik

## Fährhafen
Die Straße zwischen Fauske und Røsvik wurde 1932 fertiggestellt und ist heute noch als N826 (norwegisch riksvei 826) in Gebrauch.
Im April 1941 wurde eine Fährroute zwischen Røsvik und Bonåsjøen als Teil der damaligen N50 (norwegisch riksvei 50) zwischen Fauske und Narvik in Betrieb genommen. Als 1966 die Straße zwischen Straumen und Sommerset, die heutige E6 eröffnet wurde, wurde die Fährstrecke auf die Strecke zwischen Sommerset und Bonåsjøen verkürzt.
Von 1964 an fuhr auch eine Fähre zwischen Røsvik und Nordfold in Steigen. Die Fährverbindung wurde mit der Eröffnung des acht Kilometer langen Steigentunnelens 1991 stillgelegt.
Der Fähranleger und der Warteraum in Røsvik wurden für den Nationalen Plan zur Erhaltung von Straßen, Brücken und straßenbezogenen Kulturdenkmälern (norwegisch Nasjonal verneplan for veger, bruer og vegrelaterte kulturminner) vorgeschlagen.